# Mihăiță Lazăr
Pour les articles homonymes, voir Lazăr.

a Compétitions nationales et continentales officielles uniquement.

b Matchs officiels uniquement.
Dernière mise à jour le 23 juillet 2022.
Mihăiță Lazăr dit Mihai Lazăr, né le 3 novembre 1986,,, à Iași, est un joueur roumain de rugby à XV qui joue pour l'équipe de Roumanie depuis 2008, évoluant au poste de pilier.

## Biographie
Il dispute son premier match en équipe nationale le 22 mars 2008 contre la République tchèque. Le 24 août 2011, il fait partie de la liste des trente joueurs retenus par Romeo Gontineac pour disputer la coupe du monde. Il marque un essai lors du premier match de la compétition contre l'Écosse.
Il est double champion de France en 2013 et 2018 avec le Castres olympique.
En 2018, il est laissé libre par le Castres olympique, et rejoint le FC Grenoble pour un contrat d'une saison.

## Palmarès

### En club
- Championnat de France :
  - Champion (2) : 2013, 2018

### En équipe nationale
- Participation à la coupe du monde 2011 (3 matchs) et la coupe du monde 2015 (4 matchs).